# Jacob e Samuel Hawken
Jacob e Samuel Hawken eram armeiros e comerciantes americanos que operavam em sua loja/oficina em St. Louis, Missouri, entre 1825 e 1855, quando Samuel se aposentou e passou a loja para seu filho William e o parceiro de negócios dele, Tristram Campbell. Os irmãos Jacob e Samuel Hawken são famosos por projetar e fabricar o famoso "rifle das planícies" que leva seu nome (o rifle Hawken).